# Apistogramma cacatuoides
Espèce
Apistogramma cacatuoides est une espèce de poissons de la famille des Cichlidae. Elle a été décrite par le docteur Jacobus Johannes Hoedeman en 1951. Comme toutes les espèces de ce genre, il est considéré comme un Cichlidae nain.

## Taille
Ce poisson mesure environ 8 à 10 cm pour les mâles et 5 cm pour les femelles.

## Description
Ses flancs sont de couleur olive à verdâtre et ornés chacun d'une rayure horizontale foncée. Lors du frai, les femelles prennent une couleur jaune. Ses nageoires sont très développées. Il doit d'ailleurs son nom à la forme de sa dorsale très développée faisant penser à la huppe d'un cacatoès. Une ligne noire, épaisse, relie le bord de l'œil à la base de la queue. Une autre traverse obliquement la joue, démarrant sous l'œil et se terminant en bas de la joue. Les nageoires dorsale et caudale ont des ocelles rouges, orange ou jaunes sur fond noir suivant les variétés chromatiques. Les premiers rayons de la dorsale sont particulièrement développés et forment un toupet. Le caudal est en forme de lyre. Les pelviennes sont jaunes et bleues, les pectorales jaune transparent. L'anale peut reprendre le patron de la dorsale et la caudale. Les couleurs et les dessins de la robe peuvent changer selon les situations. Contrairement à la femelle qui a une toute petite bouche, celle du mâle est très large et épaisse. Lorsqu'il ouvre celle-ci, cela est très impressionnant. Il utilise d'ailleurs ce stratagème pour impressionner les importuns.

### Femelle
La femelle est bien plus petite que le mâle, mais sa taille n'est pas un obstacle à la défense des petits. Sa couleur générale est jaune pâle, virant au jaune très vif pendant la période de reproduction et de garde parentale. Le corps, comme le mâle, est également traversé par une bande noire avec des zones tachetées de part et d'autre de celle-ci. La barre oblique prenant naissance sous l'œil est également présente. Le ou les premiers rayons de la caudale sont noirs. Les pelviennes sont noires et jaunes. La bouche, beaucoup plus fine est également plus pointue.

### Sélections
Il existe plusieurs formes d'élevage, ces formes étant obtenues à partir de la sélection des caractères récessifs.

## Répartition et habitat
Ce poisson se trouve dans le Río Ucayali et quelques-uns de ses petits affluents ainsi que dans la partie péruvienne de l'Amazone (région de la ville de Pucallpa). Il vit dans les zones calmes à faible courant.

## Captivité
Ce poisson est de maintenance relativement facile. Il vit dans le milieu et zone inférieure de la couche d'eau. Il peut vivre dans une eau dont le pH varie de 6,0 à 7,5, mais son pH optimal est autour de 6,5. Dureté GH inférieur à 12 d° GH, mais certains exemplaires d'élevage peuvent tolérer une dureté légèrement supérieure. Température entre 25 et 28 °C. Optimum à 26 °C(température nécessaire pour la reproduction). Taille du bac : un volume minimum de 60 L (pour un couple) Courant : débit de filtration d'au moins 2 fois le volume du bac par heure, mais sans courant violent.

## Alimentation
Il préfère la nourriture vivante, mais accepte les aliments congelés ou secs du moment qu'ils soient variés et de bonne qualité.

## Comportement et maintenance
Apistogramma cacatuoides est un poisson polygame très jaloux de son territoire, un mâle peut avoir jusqu’à cinq femelles en même temps et défendra le territoire de chacune. Il est possible de maintenir un trio dans un bac d’une centaine de litres, cependant dans cette configuration une des deux femelles peut être brutalisée par l’autre, on pourra dans ce cas l’écarter et se contenter d’un couple. Une femelle peut s’approprier un territoire d’une trentaine de centimètres carrés, il est préférable de placer des racines, des plantes ou tout autre élément de décor pour bien délimiter les territoires. Une végétation dense est très appréciée. Le cacatuoide est un poisson facile, il ne présente pas d’inconvénients particuliers, ce qui fait de lui un poisson idéal pour les débutants voulant se lancer dans un premier élevage de cichlidés.

## En interspécifique
L’espèce est paisible, possibilité de maintenance avec characidés, Loricariidae et autres espèces sud-américaines exigeant les mêmes propriétés et dans des volumes plus grands. Le comportement dépend du territoire disponible, donc si l'on maintient cette espèce avec d'autres dans un volume respectable, il n'y aura aucun problème.

## Reproduction
C'est un pondeur sur substrat caché, il faut donc fournir à la femelle de nombreuses cachettes; des pots de fleurs ou encore mieux une demi noix de coco percée peuvent parfaitement convenir. La femelle attire le mâle par une parade vers le lieu de ponte qu’elle a choisi, elle y dépose ses œufs, et gardera l’entrée du site. L’incubation dure 72 heures et les alevins commencent à nager au bout de 3 jours. La femelle s’occupe des alevins, et les fait promener en repoussant tout intrus qui essaye de se rapprocher. On peut nourrir les alevins avec du zooplancton puis des nauplies d’artémias. Le mâle reste à proximité et défend aussi sa progéniture, mais il arrive qu’il n’y prête pas d’attention ou qu’il soit chassé par la femelle. Il n’est pas rare aussi que les jeunes alevins soient adoptés par une autre femelle.